# Йозеф I (Свещена Римска империя)
Йозеф I (на немски: Joseph I; * 26 юли 1678; † 17 април 1711) е княз от фамилията Хабсбурги и от 1705 до 1711 г. император на Свещената Римска империя, крал на Бохемия, Хърватия и Унгария и ерцхерцог на Австрия.

## Произход и ранен живот
Той е син на император Леополд I и неговата втора жена Елеонора Магдалена фон Пфалц-Нойбург, която е дъщеря на пфалцграф-курфюрст Филип Вилхелм фон Пфалц.
Роден във Виена, той е образован от принц Дийтрих Ото фон Залм и става добър лингвист. През 1687 получава короната на Унгария и става крал на римляните на 6 януари 1690.
През 1702 г., в началото на Войната за испанско наследство, той служи изцяло на войската. Присъединява се към имперския генерал Лудвиг Вилхелм в обсадата на Ландау. Смята се, че когато е посъветван да не отива към опасността, той отвръща, че тези, които ги е страх, могат да се оттеглят.

## Император
Йозеф наследява императорската корона от своя баща през 1705. Той има късмет да управлява австрийските доминиони и да е глава на Империята през годините, в които неговият доверен генерал – принц Евгений Савойски, понякога действащ сам в Италия или с Джон Чърчил, Херцог Марлборо в Германия и Фландрия, побеждава армиите на краля на Франция Луи XIV.
През управлението на Йозеф I Унгария постоянно е в конфликт с Ференц II Ракоци, който впоследствие намира убежище в Османската империя. Самият император не се бие срещу бунтовниците, но той взема голям дял от лаврите по възвръщането на своята власт. Той поправя множество педантични повелителни мерки, приети от баща му, помирявайки всички опоненти, които могат да бъдат помирени. Той се бие смело за това, което смята, че е негово право.
Йозеф се показва като много самостоятелен относно папата и вражески настроен срещу йезуитите, от които баща му е значително повлиян.
Йозеф умира във Виена от едра шарка.

## Личен живот
Той има вкус за изкуство и музика, което е почти наследствено в неговото семейство. Йозеф също е и активен ловец. Той се опитва да прекрати въпроса относно австрийското наследство чрез прагматично решение, което е продължено от брат му Карл VI.
- Портрет на Йозеф
- Портрет на Йозеф
- Йозеф – изображение от хроника

## Брак и деца
Йозеф се жени на 24 февруари 1699 г. във Виена за Вилхелмина Амалия фон Брауншвайг-Люнебург (1673 – 1742), дъщеря на Йохан Фридрих фон Брауншвайг-Каленберг и съпругата му Бенедикта Хенриета фон Пфалц-Зимерн. Двамата имат три деца:
- Мария Йозефа (1699 – 1757), ∞ 1719 във Виена за курфюрст и крал Фридрих Август II (1696 – 1763), син на Фридрих Август I и съпругата му принцеса Христиана Еберхардина фон Бранденбург-Байройт
- Леополд Йозеф (1700 – 1701), ерцхерцог
- Мария Амалия (1701 – 1756), ∞ 1722 в Мюнхен за курфюрст Карл Албрехт Баварски (1697 – 1745), син на курфюрст Максимилиан II Емануел и съпругата му принцеса Тереза Кунегунда Собиеска.

- Вилхелмина Амалия,
съпруга
- Мария Йозефа,
 дъщеря
- Мария Амалия,
дъщеря

Йозеф I има множество афери с други жени.